# Борис Елисеев
 За другия художник със същата фамилия вижте Борис Митов.  
Борис Елисеев Митов е български художник и учител.

## Биография
Роден е през 1901 г. в село Преколница, община Кюстендил. Завършва гимназия в Кюстендил, като по това време е привърженик на анархизма. През 1919 – 20 г. заедно с Асен Василиев, Васил Евтимов, Иван Ненов и Кирил Цонев организират две изложби в Кюстендил. Завършва Художествената академия в София през 1925 г., специалност живопис.
Учител е в мъжката гимназия в Кюстендил (1925 – 26, 1930 – 33), Трън (1926 – 30) и София (1935 – 37). Член на дружеството „Съвременно изкуство“ и „Родно изкуство“, а от 1931 г. на „Дружество на новите художници“.
Специализира графика в Художествената академия във Варшава (1935 – 36) при проф. В. Скочилас. През 1938 г. организира в Ню Йорк изложба на 11 български художници (Илия Бешков, Борис Денев, Борис Елисеев, Иван Ненов, Бенчо Обрешков, Кирил Петров, Сирак Скитник, В. Стайков, Дечко Узунов, Стоян Венев и Васил Захариев). Участва в редица изложби в България, в Париж (1937), САЩ (1938) и др.
През 1937 г. сключва брак с американската художничка Арлин Олдрич и се установява в Ню Йорк. Рисува портрети, пейзажи и натюрморти. През 1977 г. организира в София ретроспективна изложба. В България се намират около 50 негови картини: 18 – в Националната художествена галерия в София, 10 – в Художествената галерия „Владимир Димитров – Майстора“ в Кюстендил, 2 – в Художествената галерия в Русе, 1 – в Художествената галерия в Сливен, 1 – в Националната художествена академия в София, а останалите са притежание на частни лица.